# لي هيون-هو
لي هيون-هو (هانغل: 이현호) هو لاعب كرة قدم كوري جنوبي في مركز الهجوم، ولد في 29 نوفمبر 1988 في كوريا الجنوبية. لعب مع جيجو يونايتد ونادي سونغنام.

## وصلات خارجية
- لي هيون-هو على موقع دوري كوريا الجنوبية (الإنجليزية)
- لي هيون-هو على موقع قاعدة بيانات كرة القدم.إي يو (الإنجليزية)